# Nosotras las sirvientas
Nosotras las sirvientas es una película de comedia mexicana de 1951 dirigida por Zacarías Gómez Urquiza y protagonizada por Alma Rosa Aguirre, Domingo Soler y Rubén Rojo.

## Argumento
Una campesina llega a la capital y es atropellada por un joven, quien para recompensarla le da trabajo como sirvienta.

## Reparto
- Alma Rosa Aguirre como Claudia.
- Domingo Soler como Don Ernesto.
- Rubén Rojo como Felipe.
- Nora Veryán como Teresa.
- Alfredo Varela como Enrique.
- Fanny Schiller como Mamá de Teresa.
- Alberto Mariscal como Manuel.
- Amparo Arozamena como Tita.
- Lupe Llaca como Irene.
- Julio Ahuet como Chofer camión.
- Salvador Quiroz como Comisario.
- Miguel Aceves Mejía como Cantante.
- Daniel Arroyo como Invitado a fiesta.
- Josefina Burgos como Espectadora de accidente.
- Alfonso Carti como Policía.
- Enedina Díaz de León como Espectadora de accidente.
- Jesús Gómez como Pretendiente de Tita.
- Leonor Gómez como Pasajera en camión.
- Ignacio Peón como Espectador de accidente.
- Manuel Trejo Morales como Comisario 2.
- Mariachi Vargas
- Acela Vidaurri como Espectadora de accidente.
- Conrado Norton como Bailarín.